# Grim Reaper
Pour les articles homonymes, voir Grimmett.
Grim Reaper est un groupe britannique de heavy metal, originaire de Droitwich, Worcestershire, en Angleterre. Le groupe se forme en 1979 et se sépare en 1988. Le groupe se reforme en 2006 sous le nom de Steve Grimmett's Grim Reaper avec comme unique membre, Steve Grimmett, qui décède en 2022, mettant ainsi fin au groupe.

## Histoire

### Première période (1979–1988)
Le groupe est formé en 1979 à Droitwich, Worcestershire, en Angleterre, par le guitariste Nick Bowcott. En 1982, le chanteur Steve Grimmett fait son entrée dans le groupe. Grim Reaper se distingue pendant un concours opposant une centaine de groupes et signe chez Ebony Records. Un premier album intitulé See You in Hell sort en 1984. Il est distribué à l'international par RCA Records et permet au groupe de jouer ses premiers concert aux États-Unis. L'album atteint la 73e place du Billboard 200.
Le deuxième album, Fear No Evil, sort l'année suivante. ils se produisent devant 20 000 spectateurs au Texxas Jam 1985 dans la région de Dallas. La sortie du troisième album, Rock You to Hell, est repoussée de près de deux ans en raison de problème juridiques opposant le groupe à Ebony Records. Il finit par être publié en 1987, directement chez RCA Records, et par atteindre la 93e place du Billboard 200. Il bénéficie d'un accueil moins enthousiaste que ses prédécesseurs, la musique du groupe et le chant de Grimmett paraissant datés avec l'essor du speed metal et du thrash metal. En 1988, et alors que le groupe s’apprête à enregistrer un quatrième album intitulé Nothing Whatsoever to Do with Hell, la reprise du conflit avec leur ancienne maison de disques pousse le groupe à se séparer.
Après la séparation, Steve Grimmett rejoint Onslaught le temps d'un album puis forme Lionsheart. Bowcott lui travaille pour la division américaine de Marshall Amplification et collabore avec les magazines Circus et Guitar World. En 2000, le groupe se reforme pour un concert au Wacken Open Air.

### Seconde période (2006–2022)
En 2006, le chanteur Steve Grimmett, accompagné de nouveaux musiciens, reforme le groupe sous le nom de Steve Grimmett's Grim Reaper à l'occasion d'une invitation du festival Keep It True. Le groupe continue par la suite à se produire régulièrement sur scène.
Au printemps 2013, Steve Grimmett's Grim Reaper annonce l'enregistrement d'un nouvel album studio, le premier depuis 1987. Le groupe est aussi confirmé au festival British Steel de Londres en juin, et au festival Belgium's Heavy Sound en novembre avec Tokyo Blade. Depuis 2014, le membre fondateur de Grim Reaper Nick Bowcott fait plusieurs apparitions sur scène lors de concerts du groupe. En avril 2014, Grim Reaper joue son premier concert aux États-Unis depuis 1987, rejoint par le guitariste Nick Bowcott, et jouant plusieurs chansons issues de leur futur album, From Hell.
Le 20 mai 2016, Dissonance Productions annonce la signature du groupe pour une distribution à l'international. L'album From Hell est annoncé pour septembre 2016, et de plus amples détails sont révélés le 7 août 2016.
Grim Reaper se produit en France pour la première fois de son histoire lors de l'édition 2016 du Fall of Summer. Le 14 janvier 2017 le groupe doit interrompre sa tournée sud-américaine : Steve Grimmett est hospitalisé après leur concert à Guayaquil (Équateur). Victime d'une infection grave, il subit une amputation sous le genou de la jambe droite.

## Style musical
Eduardo Rivadavia de AllMusic décrit le style musical du groupe d'« agressif mais mélodique. » Leur style musical est considéré comme énergique,, mais « trop ordinaire » ; Sargon the Terrible de The Metal Crypt compare le groupe à HammerFall, Cryonic Temple et Helloween, mais « sans talent particulier. » Leurs chansons ont pour thèmes l'occultisme et les films d'horreur.

## Membres

### Dernier membre
- Steve Grimmett - chant (1982-1988, 2006-2022, décédé le 15 août 2022) (non divulgué)

### Membres de tournées
- Ian Nash - guitare (2006–2022)
- Paul White - batterie (2014–2022)
- Mart Trail – basse (2016–2022)

### Anciens membres
- Richie Yeates - guitare (2016)
- Chaz Grimaldi - basse (2008–?)
- Mark Rumble - batterie (2010–?)
- Pete Newdeck - batterie (2006–2010)
- Richard Walker - basse (2006–2008)
- Nick Bowcott - guitare (1979–1988)
- Mark Simon - batterie (1984–1988)
- Geoff Curtis - basse (1987–1988)
- Dave Wanklin - basse (1981–1987)
- Lee Harris - batterie (1982–1984)
- Paul DeMercado - chant (1979–1982)
- Adrian Jacques - batterie (1981–1982)
- Phil Matthews - basse (1981–1981)
- Kevin Neale  - basse (1979–1981)
- Brian Parry - batterie
- Max Norman - basse
- Bernie Brittain - basse

## Discographie
- 1984 : See You in Hell
- 1985 : Fear No Evil
- 1987 : Rock You to Hell
- 2016 : Walking in the Shadows
- 2019 : At the Gates
- 2022 : Reaping the Whirlwind (album live)